# Puerto Quito
Puerto Quito är en ort i Ecuador.   Den ligger i provinsen Pichincha, i den nordvästra delen av landet, 90 km nordväst om huvudstaden Quito. Puerto Quito ligger 218 meter över havet och antalet invånare är 3 080.
Terrängen runt Puerto Quito är kuperad åt sydost, men åt nordväst är den platt. Runt Puerto Quito är det glesbefolkat, med 17 invånare per kvadratkilometer. Det finns inga andra samhällen i närheten. I omgivningarna runt Puerto Quito växer i huvudsak städsegrön lövskog.